# Haworthia attenuata
Haworthia attenuata var. attenuata là một loài thực vật có hoa trong họ Măng tây. Loài này được Haw mô tả khoa học đầu tiên năm 1812.

## Hình ảnh

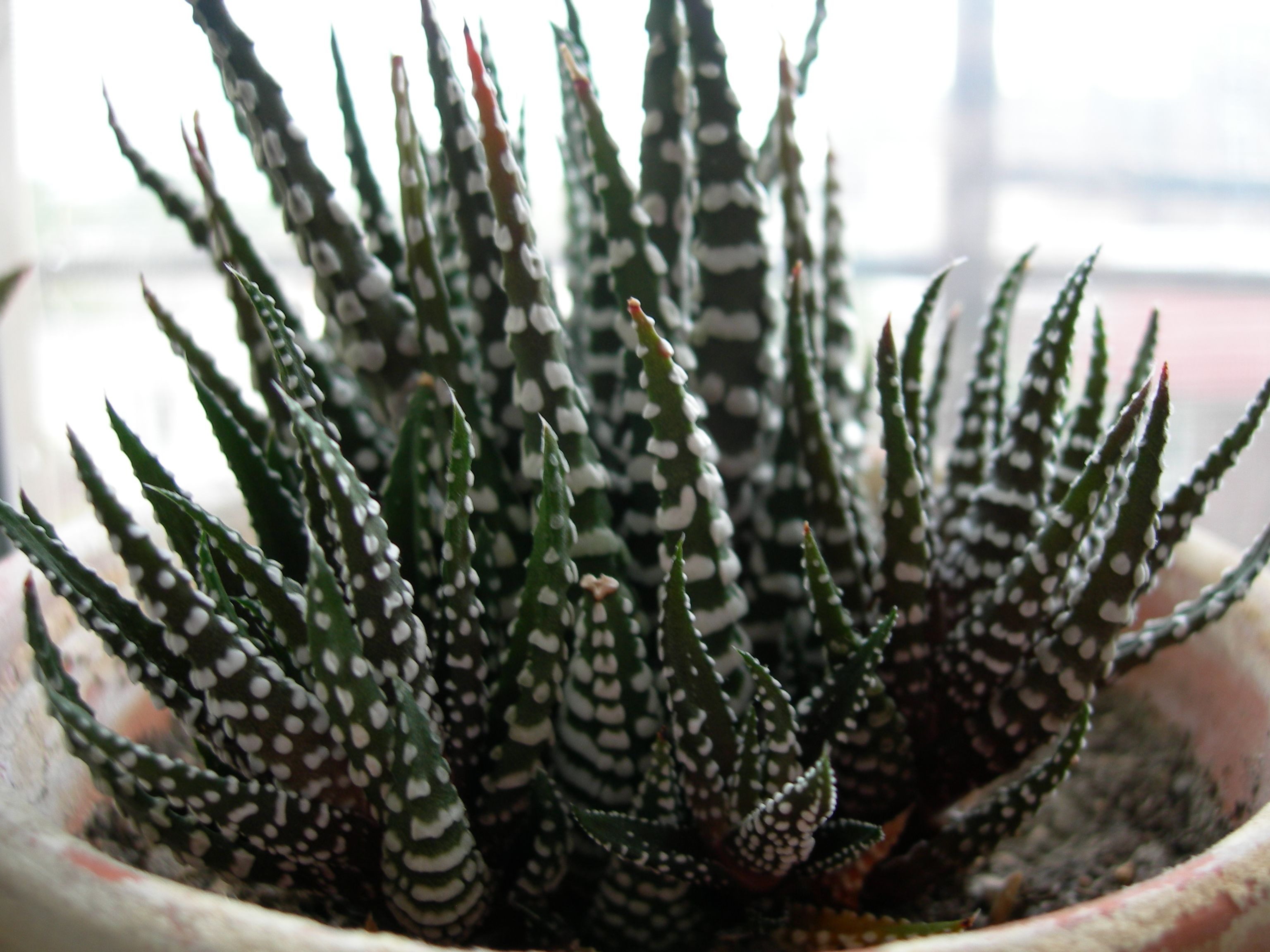
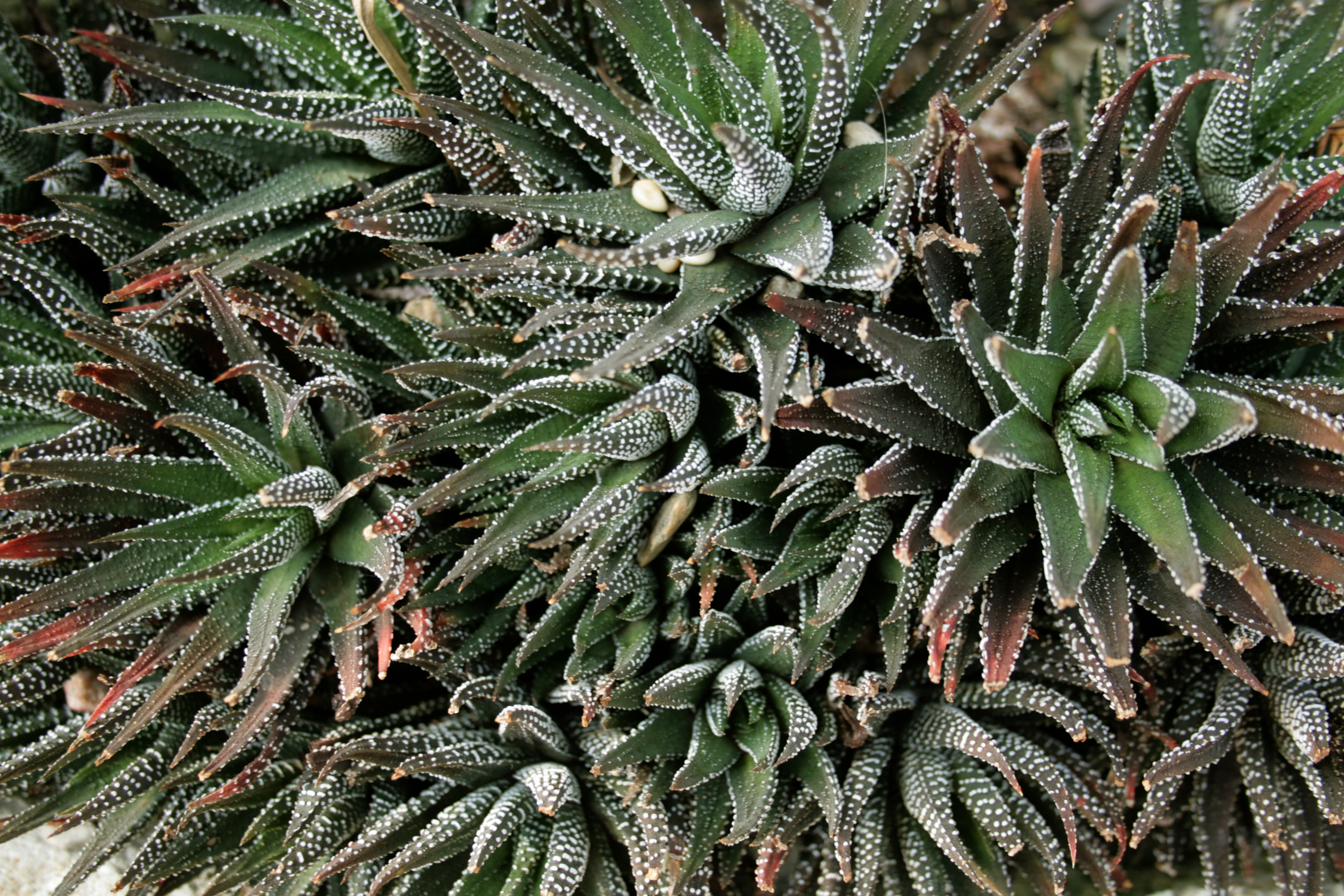
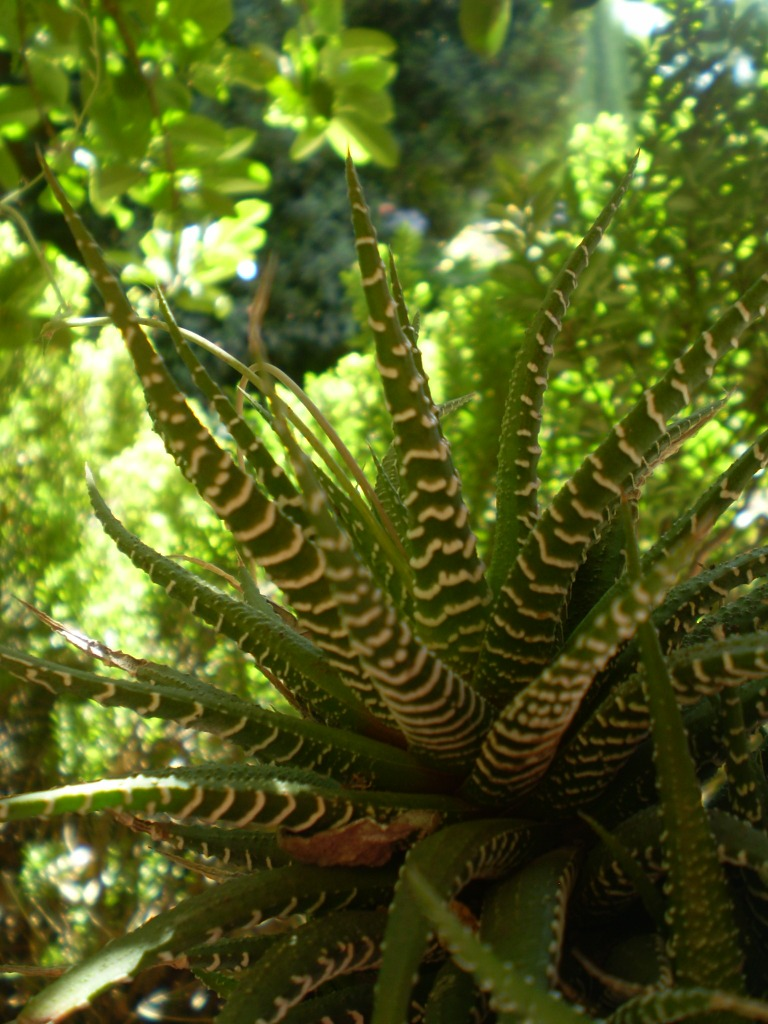
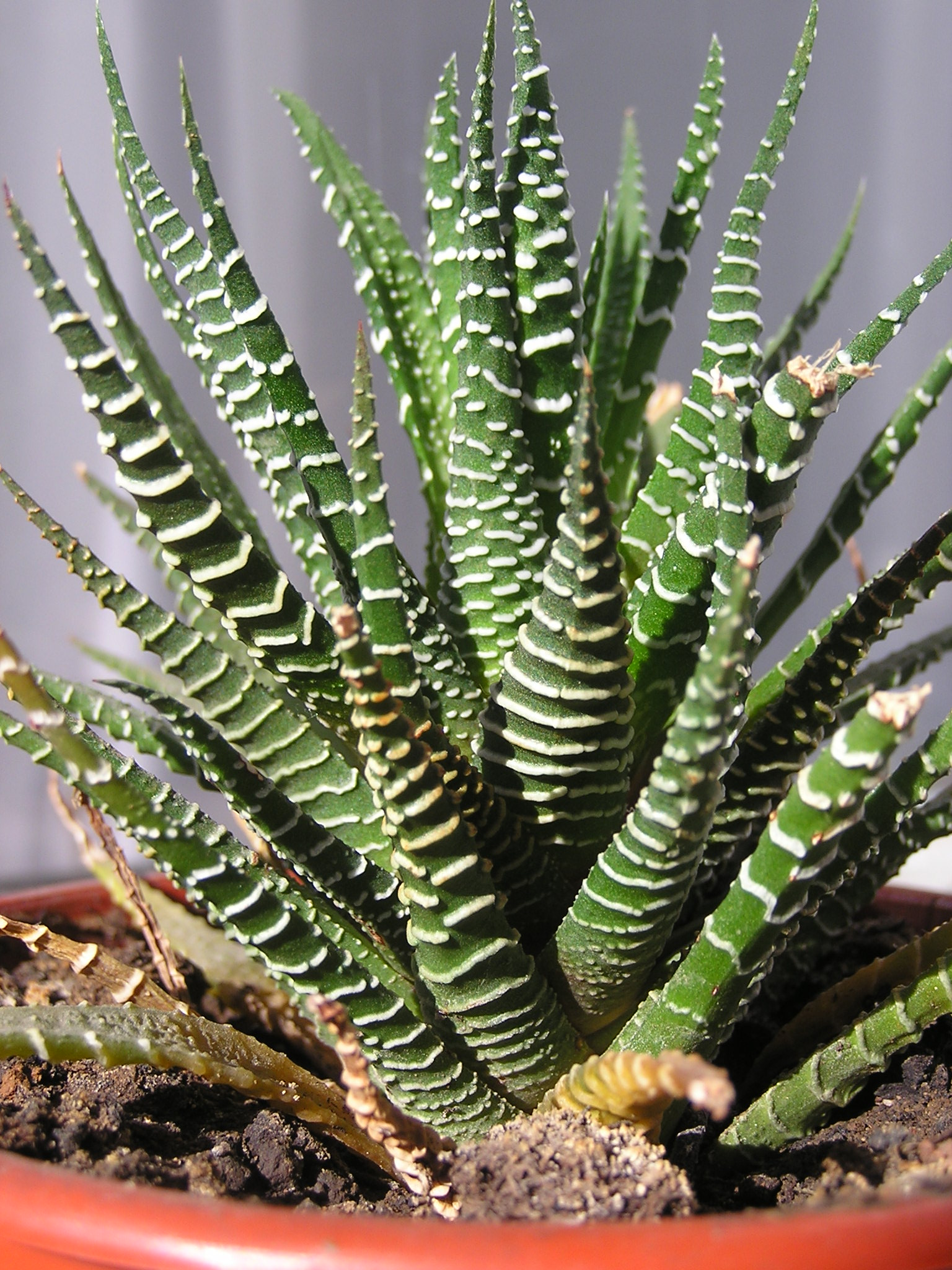